# Enrico Coleman
Pour les articles homonymes, voir Coleman.
Enrico Coleman, né à Rome le 21 juin 1846 où il est mort le 11 février 1911, est un peintre italien.

## Biographie
Fils du peintre Charles Coleman (v. 1807-1874) et frère de Francesco Coleman, il obtient une mention honorable au Salon des artistes français en 1894 ainsi qu' à l'Exposition universelle de 1900. 
On lui doit essentiellement des paysages. 

## Galerie

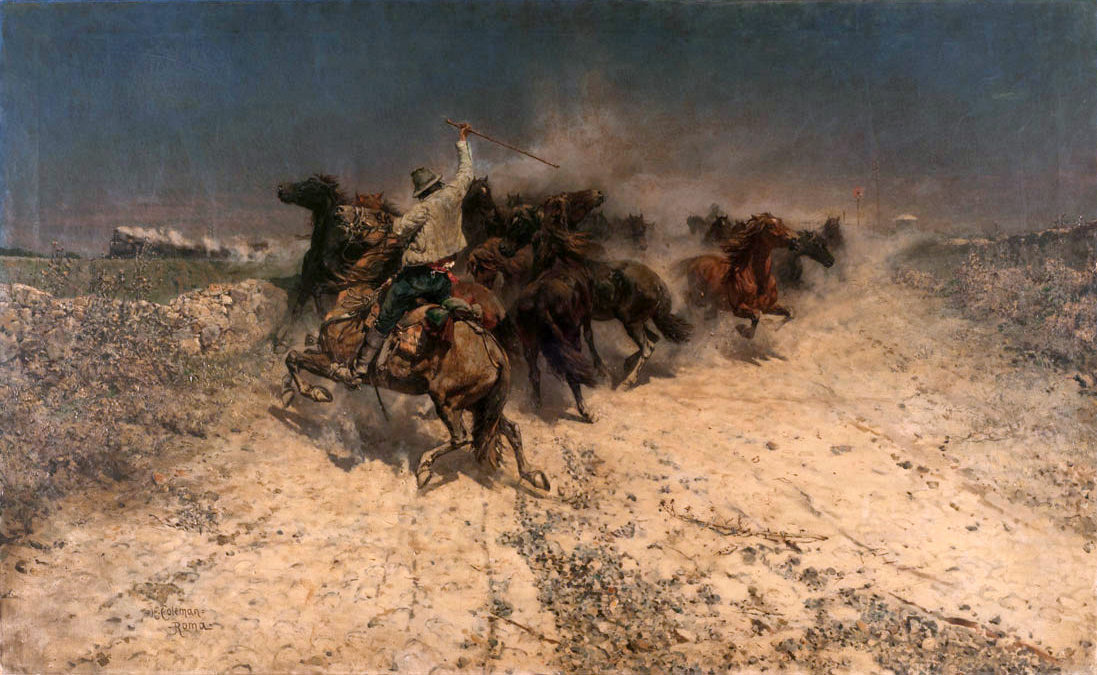
Timor panico à Buenos Aires
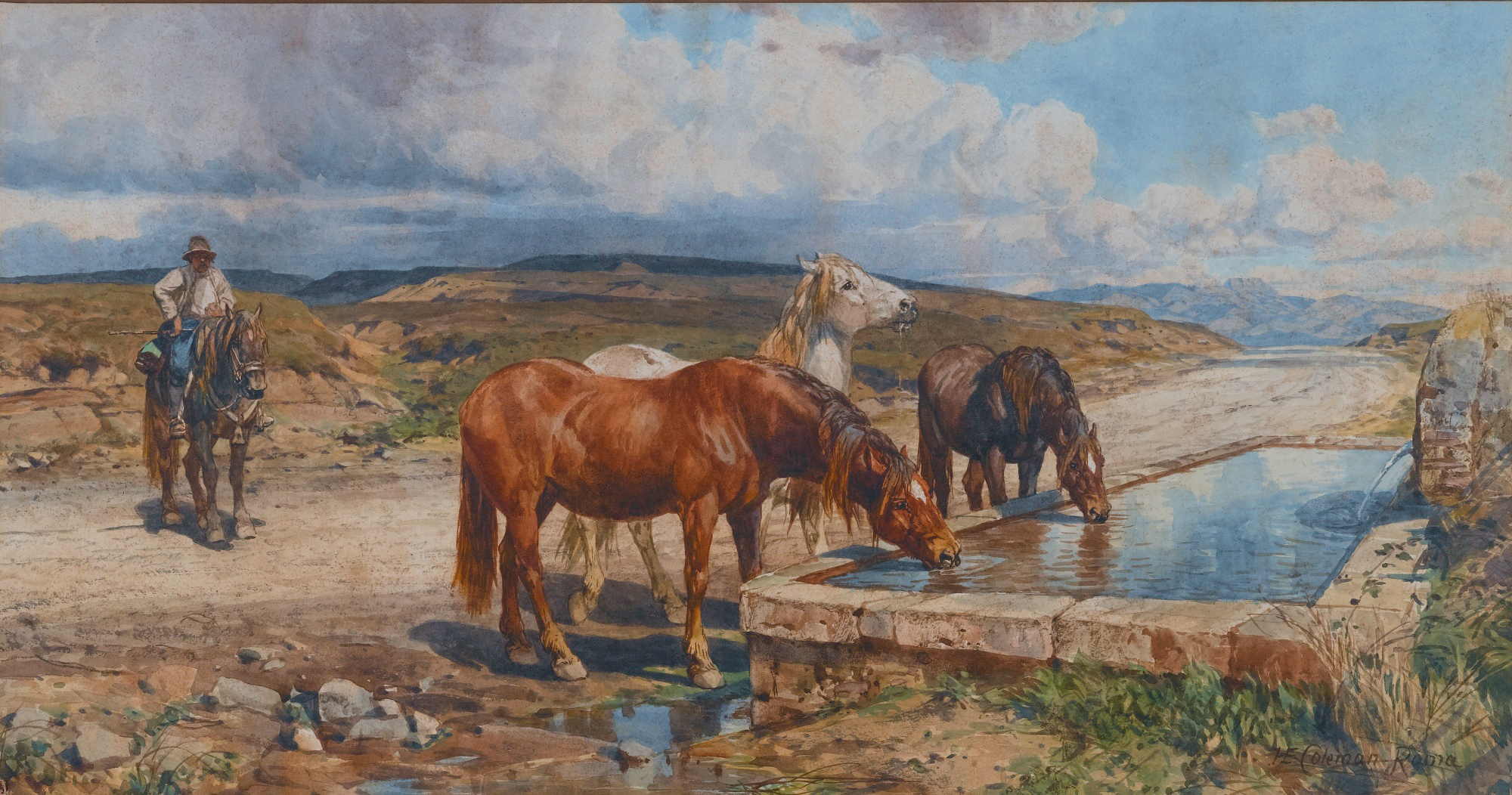
Horses drinking from a stone trough
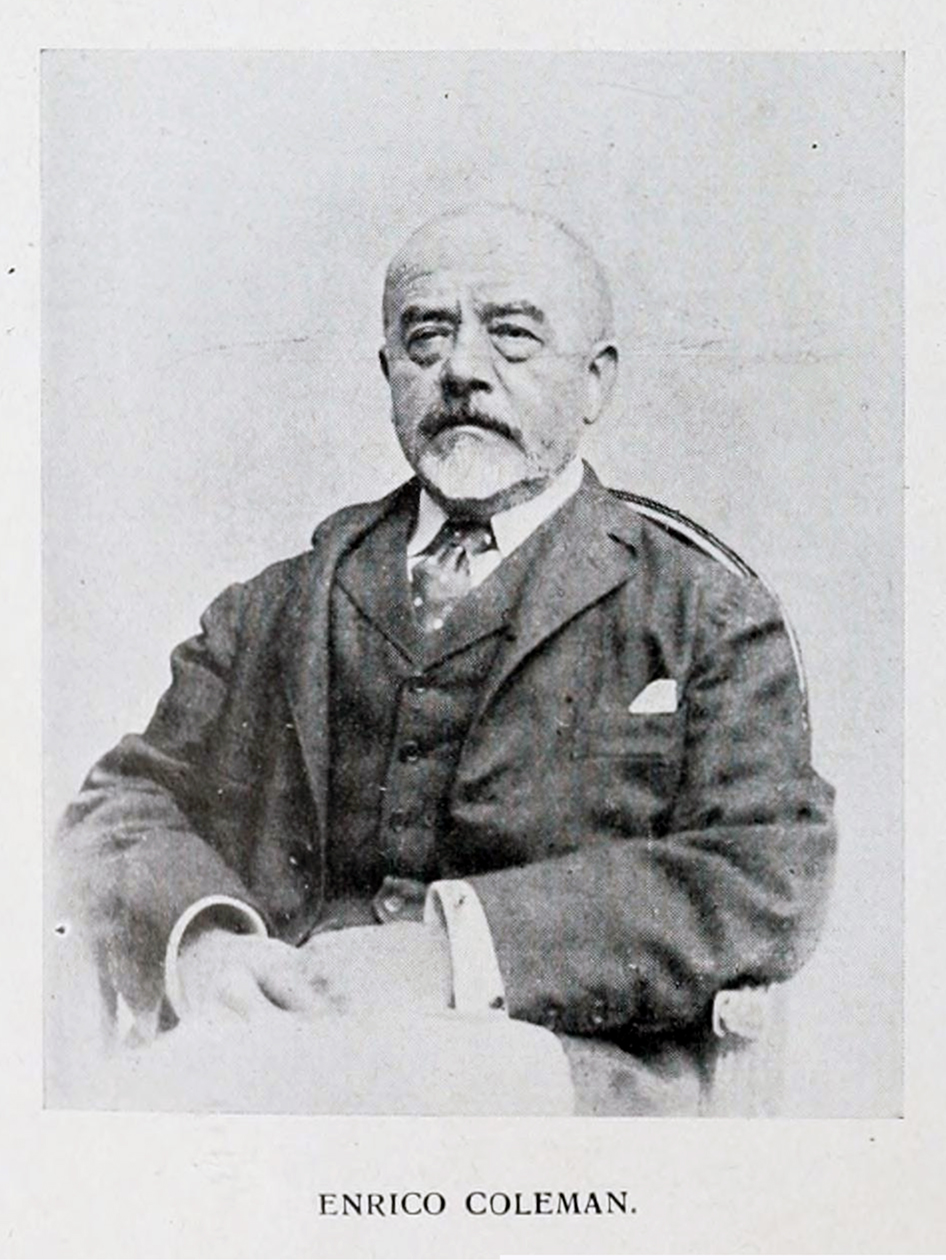
Photographie de Enrico Coleman (avril 1911)